# アメリカ戦争記念門
アメリカ戦争記念門（アメリカせんそうきねんもん、英: American War Memorial）は、イギリスの海外領土であるジブラルタルのリン・ウォール・ロードに面して建ち、公式にはジブラルタル海軍記念門 (Naval Monument at Gibraltar) と呼ばれる。この第一次世界大戦の記念建造物は、1933年にアメリカ戦闘記念碑委員会が造り、リン・ウォール・カーテンと呼ばれる市壁の主要部分の一つとなった。これは大戦中、ジブラルタル周辺を海軍力を以って守るにあたり、アメリカとイギリスが成功裏に協力し得たことを記念するものである。この記念門は1937年に落成した。その61年後にあたる1998年11月、第二次世界大戦の連合国軍による北アフリカ侵攻、いわゆるトーチ作戦を記念する青銅製の記念額の除幕式が、また新たにここで行なわれた。この除幕式は、その週末に行なわれたいくつかの行事のうちの一つであり、来賓には英米の要人らも含まれた。

## 様子

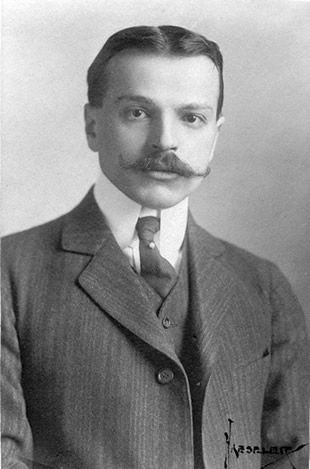
設計者のポール・フィリップ・クレ（1910年）

アメリカ戦争記念門は、イベリア半島南端のイギリスの海外領土であるジブラルタルのリン・ウォール・ロード北端近くにある、第一次世界大戦の海軍記念建造物である。公式にはジブラルタル海軍記念門とされるこの記念建造物は、リン・ウォール・カーテンの一部として建てられ、そこから伸びるアメリカ階段は、下はレクラメーション・ロード、フィッシュ・マーケット・レイン、クィーンズウェイに、上は海軍施設のある町に通じる。この記念門は、ペンシルベニア大学教授だったフランス出身の建築家ポール・フィリップ・クレが設計した。クレはアメリカ戦闘記念碑委員会のためにこの記念門を設計し、1933年に完成した。門の上にある碑銘には、「大戦のこの周辺地域においてアメリカとイギリスの海軍が挙げた戦果と協調関係を記念すべく、アメリカ合衆国がこれを建てた。」と刻まれている。石造りの門の反対側には、2枚の青銅製の円形装飾があり、それぞれアメリカの国章とその海軍省の紋章があしらわれている。この門を造るのに使われた石灰岩は「ジブラルタルの岩」から切り出された。この記念門は、既存の古い建造物に比較的新しい作品を上手く組み込んだ一例と言える。

## 落成
この記念門は1937年10月7日にアメリカ戦闘記念碑委員会によって除幕された。その朝、アメリカの巡洋艦ローリーのアーサー・フィリップ・フェアフィールド海軍少将（1877年-1946年）が、ジョン・パーシング（1860年-1948年）に代わって落成の式辞を述べた。その他に挨拶をした人物としては、ジブラルタル総督のチャールズ・ハリントン（1872年-1940年）、ジブラルタル配属の海軍少将アルフレッド・エングルフィールド・エヴァンス（1884年-1944年）、アメリカ領事H・O・ウィリアムズがいる。除幕にはその他の軍士官、外国の領事、米英の兵士らが臨席した。記念門が除幕される間、ロイヤル・ノーフォーク連隊の軍楽隊が、アメリカ国歌とイギリス国歌を演奏した。

## 近年
1960年10月29日、ジブラルタル切手局はアメリカ戦争記念門をモチーフにした切手を発行した。

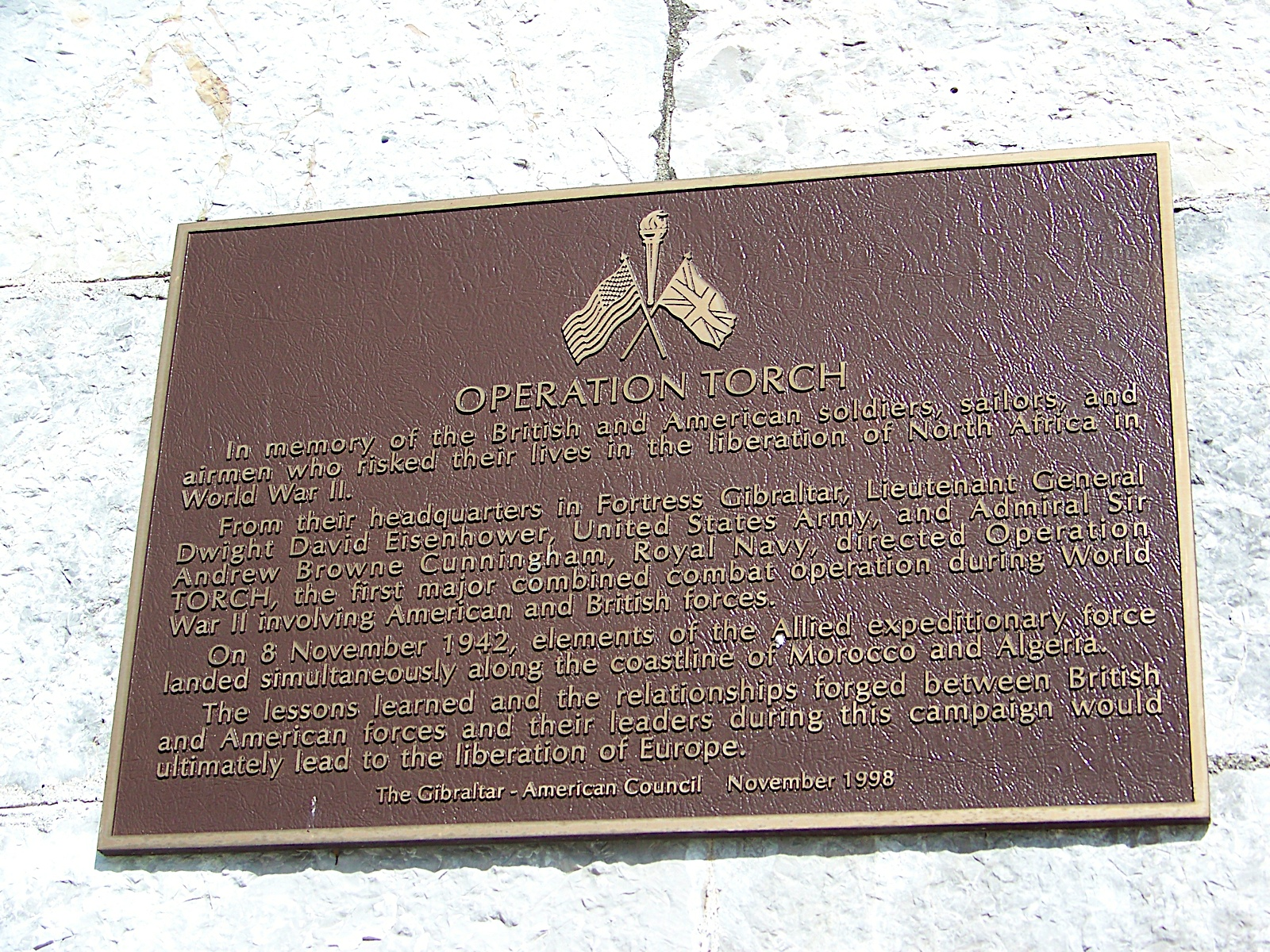
トーチ作戦を記念する記念額

1998年11月7日、ジブラルタル・アメリカ評議会 (Gibraltar-American Council) とジブラルタル自治政府は、トーチ作戦（第二次世界大戦での北アフリカ侵攻）を記念し、アメリカ戦争記念門に青銅製の記念額をとりつけた。1942年11月のこの侵攻は、ジブラルタルに司令部を置いたアイゼンハワー将軍（1890年-1969年）が指揮したものだった。この記念額は、当時の首相ピーター・カルアナが記念門の階段上で除幕した。その週末に行なわれた他の行事には、ザ・マウントと総督公邸のザ・カンヴェント（元・女子修道院）の二ヶ所で行なわれた植樹式があった。またガリスン図書館に一時的に間借りする形で、アイゼンハワー・センターが開所した。カルアナは、ザ・マウントで昼食会、サン・マイケル洞窟で晩餐会を主催した。一部の来賓には、記念金貨が贈られた。さらに、総督はザ・カンヴェントで晩餐会を主催した。外国からの来賓には、アイゼンハワー大統領の孫である Anne Eisenhower Flottl、イギリスの首相ウィンストン・チャーチル卿（1874年-1965年）の孫であるウィンストン・S・チャーチル（1940年-2010年）、およびフランクリン・ルーズベルト大統領（1882年-1945年）の息子フランクリン・デラノウ・ルーズベルト Jr.の妻がいた。アメリカ陸海軍の高級将校らも式典に参列した。他に米ミサイル駆逐艦のミッチャーも式典のためジブラルタルに寄航した。アメリカ戦争記念門での式典には、イギリス退役軍人会 (The Royal British Legion) のメンバーら、およびトーチ作戦に従事したジブラルタル防衛軍の退役軍人らも招待された。この記念額にはこう刻まれている。

トーチ作戦 - 第二次世界大戦での北アフリカ解放において、その命を危険にさらした英米の兵士、水兵、航空兵らを記念する。ジブラルタル要塞に置かれた司令部より、アメリカ陸軍中将アイゼンハワー、イギリス海軍提督アンドルー・カニンガム卿らはトーチ作戦を指揮した。これは第二次世界大戦において米軍と英軍が共同作戦を行なった主要な戦闘としては最初のものである。1942年11月8日、連合国の遠征部隊は、モロッコとアルジェリアの海岸に同時に上陸を果たした。この作戦で得られた経験、イギリスとアメリカの軍および指揮官たちの間に育まれた絆は、終にはヨーロッパの解放へとつながったのである。ジブラルタル・アメリカ評議会 1998年

## ギャラリー

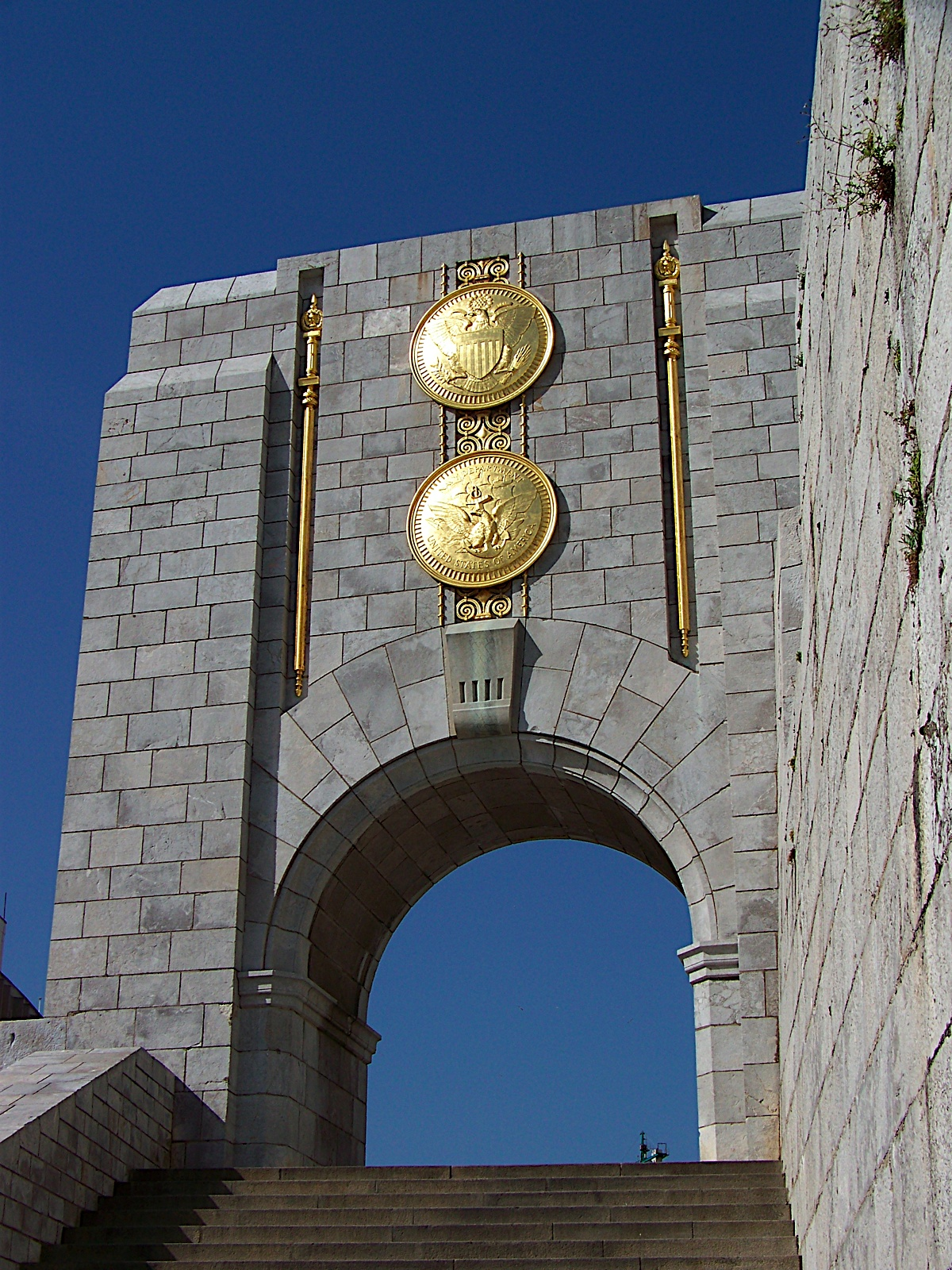
青銅製の紋章
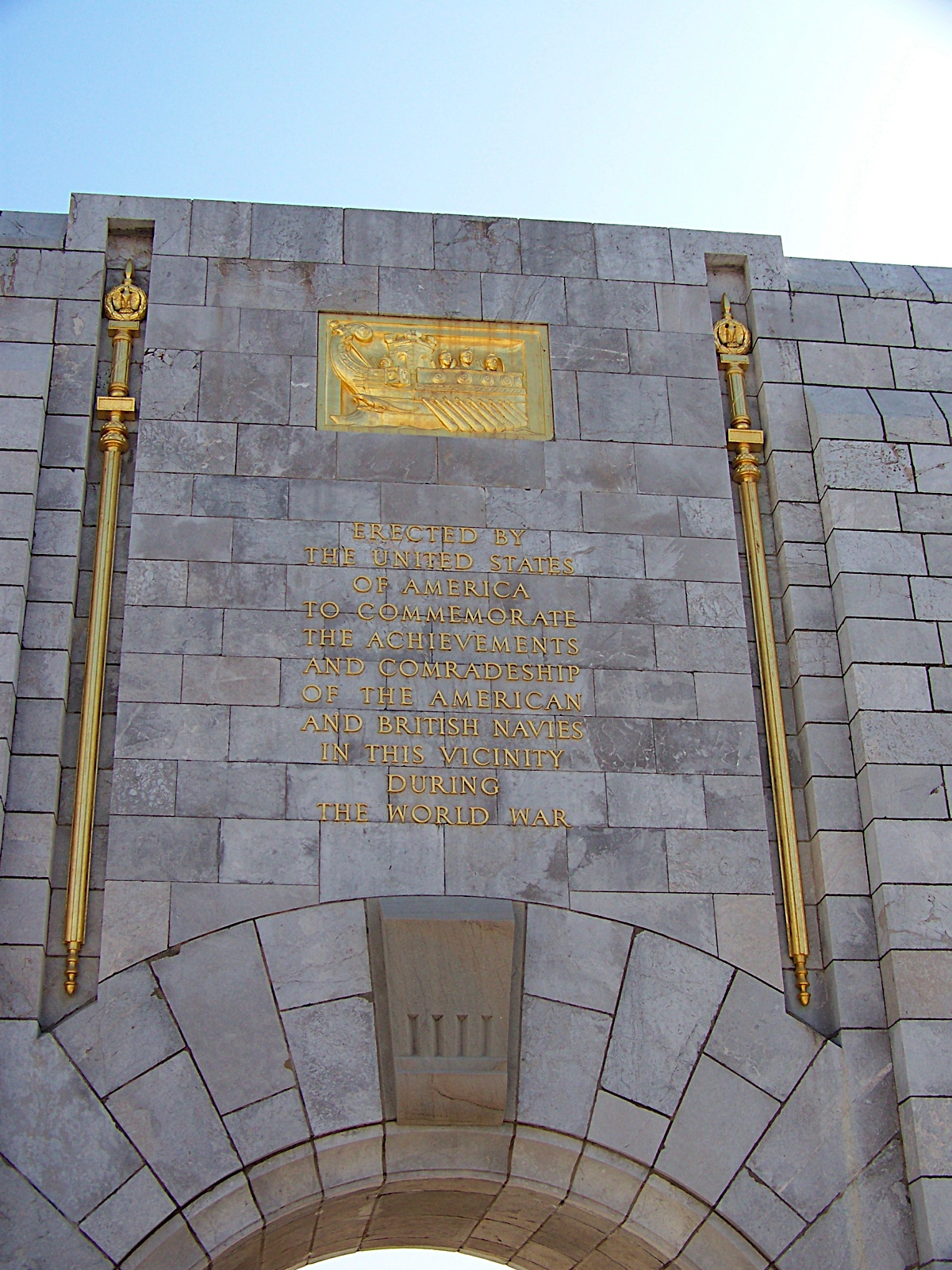
碑銘